# Cucullia argentina
Cucullia argentina är en fjärilsart som beskrevs av Fabricius 1787. Cucullia argentina ingår i släktet Cucullia och familjen nattflyn. Inga underarter finns listade i Catalogue of Life.